# Mali Korowynci
Mali Korowynci (ukr. Малі Коровинці) – wieś na Ukrainie, w obwodzie żytomierskim, w rejonie żytomierskim, w hromadzie Cudnów. W 2001 liczyła 455 mieszkańców, spośród których 451 wskazało jako ojczysty język ukraiński, 3 rosyjski, a 1 białoruski.